# Maike Barth
Maike Barth (geboren 1966 in Hannover) ist eine Übersetzerin aus Deutschland.

## Leben und Wirken
Maike Barth studierte Skandinavistik, Literaturwissenschaft und Niederlandistik an der Christian-Albrechts-Universität zu Kiel und Stockholms universitet. Nach ihrem Studium war sie als Redakteurin für Buchverlage tätig und arbeitet seit 2015 als freiberufliche Übersetzerin literarischer Werke aus dem Schwedischen, Norwegischen und Dänischen.
Barth ist Mitglied im Verband deutschsprachiger Übersetzer/innen literarischer und wissenschaftlicher Werke. Nach mehrjährigen Aufenthalten in Stockholm und Kopenhagen lebt sie heute in Schleswig-Holstein.

## Übersetzungen (Auswahl)
- Karin Bojs: Meine europäische Familie, Darmstadt, wbg Theiss, 2018 (zus. mit Inge Wehrmann)
- Stig Claesson: Das Denkmal des Schusters, Husum, ihleo, 2021
- Peter Englund: Mord in der Sonntagsstraße, Berlin, Rowohlt, 2020
- Simona Ahrnstedt: Nur noch ein bisschen Glück, Berlin, Ullstein, 2020
- Lina Gustafsson: Die Schlachthaus-Tagebücher, Berlin, Ullstein, 2021
- Ingrid Hedström: Blutige Zeilen, München, Piper, 2019 (zus. mit Nina Hoyer)
- Torill Kornfeldt: Wie klone ich ein Mammut? Darmstadt, wbg Theiss, 2018 (zus. mit Inge Wehrmann)
- Ann-Helén Laestadius: Das Leuchten der Rentiere, Hamburg, Hoffmann und Campe, 2022 (zus. mit Dagmar Mißfeldt)
- Hans Rosling: Wie ich lernte, die Welt zu verstehen, Berlin, Ullstein, 2019